# Гёйчайский район
Гёйчайский район (азерб. Göyçay rayonu, до 11.08.1991 года — Геокчайский район) — район в центре Азербайджана. Административный центр — город Гёйчай.

## География
Район находится в центральной части Азербайджанской Республики, на севере Ширванской равнины, у подножия гор Большого Кавказа. Протянувшись с севера на юг на 25 км, с востока на запад на 40 км, охватывает площадь 736 квадратных километров. Делится на 2 геологические части — горная и низменная. К горной части относится хребет Bozdag Qara Maryam (Боздаг Гарамарьям), к низменной — оставшаяся территория.
Геологическая структура территории относится к третьему периоду Кайнозойской эры, низменная территория относится к четвёртому периоду этой эры. Некоторые области территории покрыты современными отложениями. Всю поверхность территории района покрывают глина, глинистые земли, пески, толщиной 10-15 см.
Климат относится к типу сухих умеренно-теплых полупустынь и сухих субтропиков. Характеризуется слабой влажностью, умеренной зимой и сухим-жарким летом. Среднегодовое количество осадков в год 400—600 мм.
По территории района проходят река Гёйчай и канал Юхары Ширван. Среди растительного покрова широкое место занимают луговые формы. В горной части имеются заросли кустарников. Животный мир не очень богат.

### Климат
Географическое положение региона повлияло на климат района, так как его территория расположена в полупустынных и горных районах. В связи с вышеперечисленными географическими условиями климат имеет своеобразную характеристику. Преобладает мягкий жаркий полузасушливый и сухой субтропический климат. Этот тип климата характеризуется мягкой и влажной зимой и сухим и теплым летом. В Гёйчайском районе климат можно разделить на 2 категории. Первая включает в себя территории, расположенные в южной части Гёйчайского района, вторая — климат деревень, расположенных у подножия Большого Кавказа. Из-за умеренных и влажных условий воздуха в северных предгорьях (горная часть), а также в восточной, более теплой части, регион обладает огромным потенциалом для сельского хозяйства. Остальная часть региона холодная зимой и жаркая летом, что требует использования орошения.

### Гидрография
Речная сеть Гёйчайского региона протекает от Большого Кавказа до Кура-Аразской низменности. Внутренние воды входят в гидрологический бассейн Ширванской области. Реки питаются снегом, дождем и грунтовыми водами. Основной рекой в районе является река Гёйчай, которая относится к бассейну южных склонов гор Большого Кавказа, а также Кура. Она считается транзитной рекой на Ширванской равнине. Общая протяженность реки Гейчай составляет 115 км, площадь водосбора — 1 770 км2. Средний расход воды в реке составляет 12,5 м/с, максимальная скорость — 70 м/с.
Река Гёйчай питается на 12 % снегом, на 28 % — осадками, на 60 % — подземными водами. Среднегодовое потребление воды в реке составляет 12 м3/с, из которых 30-35 % приходится на весну, 20-25 % на лето, 18-22 % на осень и 15-17 % на зиму. Водохранилище Ноургышлаг, построенное в Габалинском районе, подает воду в реку летом, когда уменьшается ее сток.
Вторая по протяжённости река — Арван. Арван вытекает из горы Арван, которая находится в 12 км от города. Это часто вызывало наводнения весной в прошлом. Чтобы предотвратить это, между 1972 и 1980 годами была построена плотина, и направление вод реки изменилось в сторону реки Гейчай. Арван высыхает в жаркие месяцы года.
Река Шилиан — еще одна река в регионе, являющаяся ответвлением реки Гейчай.

## История
По некоторым историческим сведениям, первыми жителями города являлось население Гараманского беглярбекства, переселявшееся из Турции в XV веке (село Гараман). В XVIII—XIX веках сюда эвакуировали пострадавших от землетрясений в Шемахе. В связи с этим начала расширяться жилая местность.
В 1867 году в составе Бакинской Губернии был образован Геокчайский уезд. Поселок Геокчай в 1916 году получил статус города. В связи с районированием Азербайджанской ССР в 1930 году был создан Геокчайский район.
24 января 1939 года Геокчайский район был разделён на Геокчайский и Уджарский районы. Из 14 сельсоветов Геокчайского района был образован Уджарский район.

## Экономика
Экономика района базируется на отраслевом сельском хозяйстве, транспорте и связи. Общая стоимость товаров, произведенных различными предприятиями, организациями и частными лицами, действующими в области, на 2016 год составила около 248 331,0 тыс. манат. Доля промышленности в экономике составила 32 077,6 тыс. манат, или 12,9 % от общего объёма.
Выпуск продукции — 88 641,4 тыс. манат (35,7 %) в сельском хозяйстве, 27 019,9 тыс. манат (10,9 %) в строительстве, 4 719,9 тыс. манат (1,9 %) в сфере транспорта, 805,2 тыс. манат (0,3 %) в сфере связи, 95 067,0 тыс. манат (38,3 %) — в сфере торговли и услуг. Гейчай также известен своей винодельческой промышленностью, которая начала быстро расти в 1970-х годах.
В 1970-х и 1980-х годах были построены завод по переработке граната, хлопковый завод, завод по производству молока, хлебопекарный завод, заводы по переработке виноградной продукции. Развито выращивание зерновых, скотоводство, шелководство, плодоводство.

### Промышленность
Промышленность региона представлена в основном пищевой отраслью, неметаллическими минеральными продуктами, электроэнергией, газом. В 2016 году общий объем производства промышленными предприятиями региона, а также местными частными фирмами составил около 32 077,6 тыс. манат по фактическим ценам. Рост производства составил 26,9 %. Доля промышленного производства составила 17 % в государственном секторе и 83,0 % в негосударственном секторе соответственно.

| | 2010   | 2012   | 2013   | 2014    | 2015   | 2016   |
| Всего действующих предприятий, ед.                                                                   | 28     | 24     | 23     | 23      | 28     | 29     |
| Промышленный продукт (фактическая цена соответствующего года), тыс. манат                            | 15 844 | 17 816 | 25 720 | 31 966  | 21 026 | 34 321 |
| Промышленный продукт, относительно предыдущего года, в процентах                                     | 91,5   | 83,3   | 178,5  | 140,0   | 53,1   | 222,8  |
| Доля частного сектора в промышленном продукте, в процентах                                           | 72,9   | 71,1   | 81,6   | 85,4    | 78,5   | 84,1   |
| Цена готовой продукции, остающейся в запасах на конец периода, тыс. манат                            | 3594   | 2798   | 5273   | 9351    | 4776   | 4770   |
| Среднесписочная численность работников (всего)                                                       | 892    | 1077   | 1199   | 1177    | 888    | 1004   |
| Среднемесячная заработная плата работников (манат)                                                   | 262,9  | 321,0  | 362,4  | 364,5   | 357,7  | 354,8  |
| Наличие основных производственных и производственных активов (на конец года, на балансе), тыс. манат | 45 229 | 40 016 | 46 831 | 49 304  | 50 353 | 51 620 |
| Производство основных видов продукции в натуральном выражении:                                       |        |        |        |         |        |        |
| Алкоголь, тысяч декалитр                                                                             | 130,4  | -      | 100,0  | 254,8   | 59,1   | 509,5  |
| Молоко жирностью 1-3 % (тонн)                                                                        | 492    | 506    | 445,4  | 454,6   | 270,1  | 295,7  |
| Хлеб (тонн)                                                                                          | 433,6  | 899,4  | 889,1  | 1024    | 977,2  | 278,8  |
| Асфальт (тонн)                                                                                       | 41 262 | 26 378 | 69 615 | 104 331 | 44 701 | 18 991 |
| Кирпич строительный (тыс. куб.)                                                                      | 25,3   | 11,7   | 14,1   | 17,9    | 20,3   | 12,1   |
| Гравий, щебень, речной камень (тыс. тонн)                                                            | 16,5   | 5,6    | 7,4    | 8,1     | 9,6    | 5,0    |
| Соки, тысяч декалитров                                                                               | 224,8  | 107,7  | 256,4  | 122,7   | 115,9  | 192,7  |

### Сельское хозяйство
Основными сельскохозяйственными продуктами являются зерно, фрукты, овощи, молочные продукты. Также выращиваются картофель, дыни, виноград.
Фактическая стоимость валовой продукции сельского хозяйства в 2016 году составила 88 641,4 тыс. манат, из которых 43 553,2 тыс. манат пришлось на долю животноводства, 45 088,2 тыс. манат — плодоовощная продукция. За первое полугодие 2016 года в местных хозяйствах было произведено 37 067 тонн зерна, 548 тонн кукурузы, 1 871 тонны картофеля, 19 018 тонн овощей, 619 тонн дыни, 61 779 тонн фруктов и ягод, 502 тонны винограда. С целью увеличения доли сельского хозяйства в регионе были разбиты 42,34 гектар новых садов. В 2016 году в регион было поставлено 151 тонн хлопка.
Поголовье скота на 1 января 2017 года было следующим: крупный рогатый скот (38 047), в том числе 19 566 коров и верблюдов, 57 019 овец и коз. 51,4 % от общего поголовья скота составляли коровы и буйволы.
В 2017 году в Гёйчайском районе засеяно 7 543 гектар пшеницы, 7 074 гектар ячменя (всего 14 617 гектар).

### Транспорт
В 2016 году было перевезено 893 тысячи тонн груза, 13 697 тысяч пассажиров. По сравнению с 2015 годом было перевезено на 25 тысяч тонн (или на 2,9 %) больше грузов, на 514 тысяч человек (или на 3,9 %) больше пассажиров.

## Фестивали
Основное событие города — Гёйчайский гранатовый фестиваль. Проводится ежегодно, начиная с 3 ноября 2006 года. Мероприятие включает в себя ярмарку и выставку азербайджанских фруктов, на которой представлены различные сорта гранатов, различные виды гранатовых продуктов, производимых на местных предприятиях. В рамках фестиваля неотъемлемой частью стало проведение парада, который включает в себя азербайджанские танцы и азербайджанскую музыку, соревнования, такие как Крупнейший гранат или Гранатовый конкурс. Фестиваль обычно проходит осенью, в основном в октябре.

## Главы
Первые секретари районного комитета партии:
- Хазрат Сулейманов[азерб.] (1940—1942)
- Заби Гулиев[азерб.] (1940—?)
- Гусейн Ализаде (1952—?)
- Сафи Гейдаров (1958—?)
- Абдулали Мурсалов
- Анвар Алекберов (1965—?)
- Рустам Сафаралиев (1971—1973)
- Хейбят Таиров (1974—1980)
- Сиявуш Велимамедов (1980—?)
- Вагиф Гусейнов

С 1991:
- Фейруз Исаев[азерб.] (? — 30 июля 1992)[13]
- Рахим Яшар оглы Багиров (30 июля 1992 — 16 декабря 1993)[13][14]
- Сейлан Фейруз оглы Мамедов (6 апреля 1994 — 18 апреля 2001)[15][16]
- Назим Исмаилов[азерб.] (18 апреля 2001 — 7 июля 2006)[17][18][19]
- Мубариз Агаев[азерб.](7 июля 2006 — 14 декабря 2007)[20][21]
- Мансур Мамедов (14 декабря 2007 — 27 января 2015)[18][22][23]
- Мубариз Агаев[азерб.] (27 января 2015 — 10 июня 2016)[24][25]
- Мехди Илдырым оглы Салимзаде (10 июня 2016 — 28 февраля 2022)[26][27]
- Натиг Нушраван оглы Агаев (с 17 октября 2022)[28]

## Административное устройство
Гёкчайский район включает 41 муниципалитет: один город, 40 сёл, в том числе Быгыр, Гарамарьям, Карабаглар, Карабаккал, Караман, Караязы.